# Sant Feliu de Codalet
Sant Feliu de Codalet és l'església parroquial del poble de Codalet, de la comuna del mateix nom, a la comarca del Conflent, de la Catalunya del Nord.
És situada en el mateix poble de Codalet, en el sector de ponent del nucli vell del poble, al davant de les muralles conservades de la Cellera de Codalet.

## Història
Sant Feliu de Codalet és esmentada des del 865, en un litigi per a dirimir la propietat del vilar de Mata, del terme de Prada, en un acte la sentència del qual fou favorable al monestir de Santa Maria de la Grassa. Hi consta que l'alou que posseïa a Codalet aquest monestir limitava in strata francisca in petra fita a Sancti Felici. En documents lleugerament posteriors, del 878 i 879, s'esmenta el villare Sancto Felice et Chotaleto. Butlles papals posteriors, d'Agapit II (950), Papa Joan XIII (968) i Sergi IV (1011) confirmen aquest termenal, que passa subtus Sancto Felicio.

## L'edifici

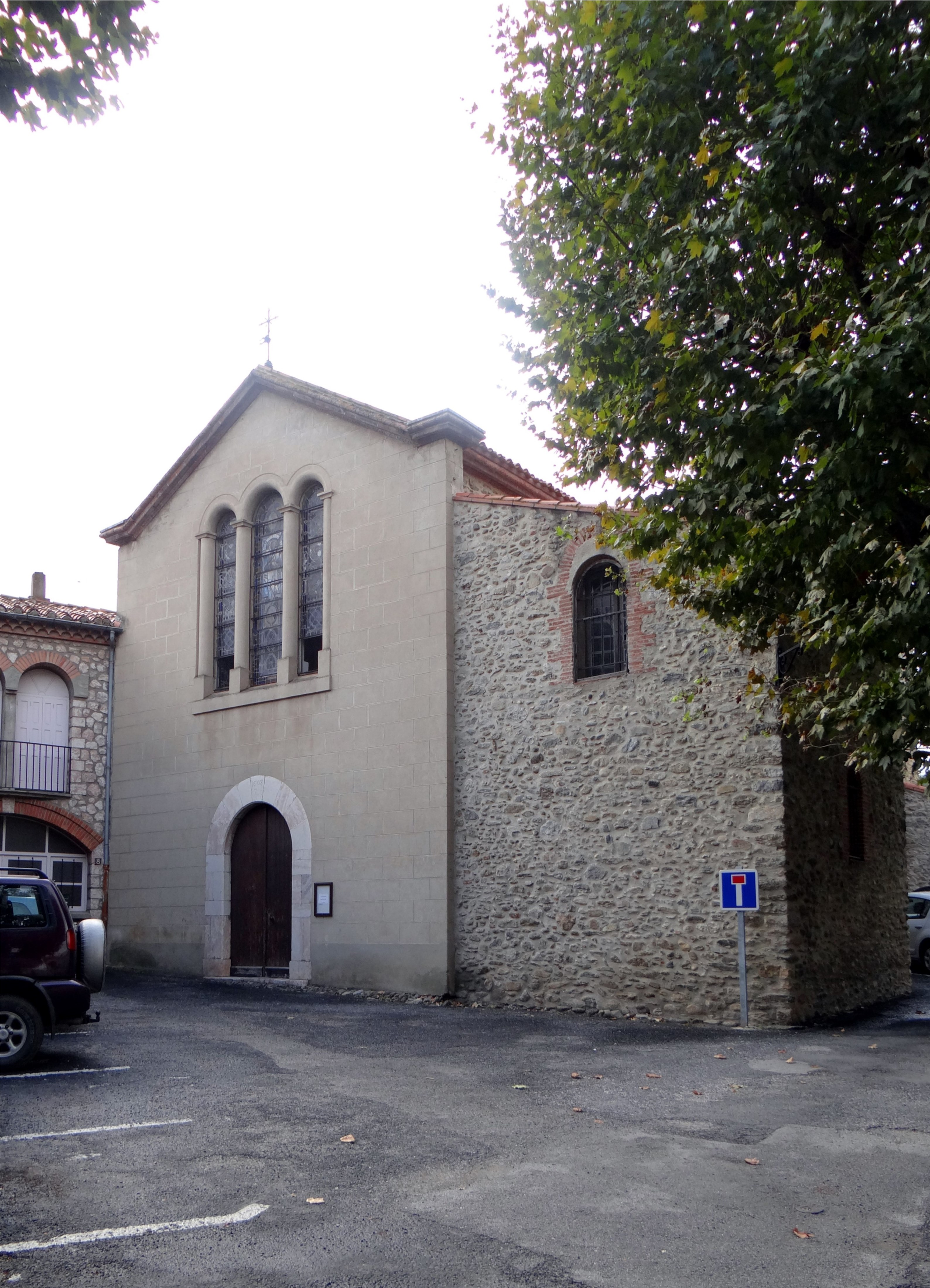
Façana oriental

Es tractava d'una església romànica d'una sola nau, capçada a llevant per un absis semicircular, però les importants reformes dels segles xviii i xix, i posteriorment unes de prèvies al XIV, escapçaren la capçalera per tal de fer-hi la nova porta d'accés al temple. Tanmateix, aquestes reformes conservaren la meitat occidental de l'església, on es poden veure força elements de la seva construcció original, si bé amb una certa dificultat a causa d'aquestes mateixes reformes.

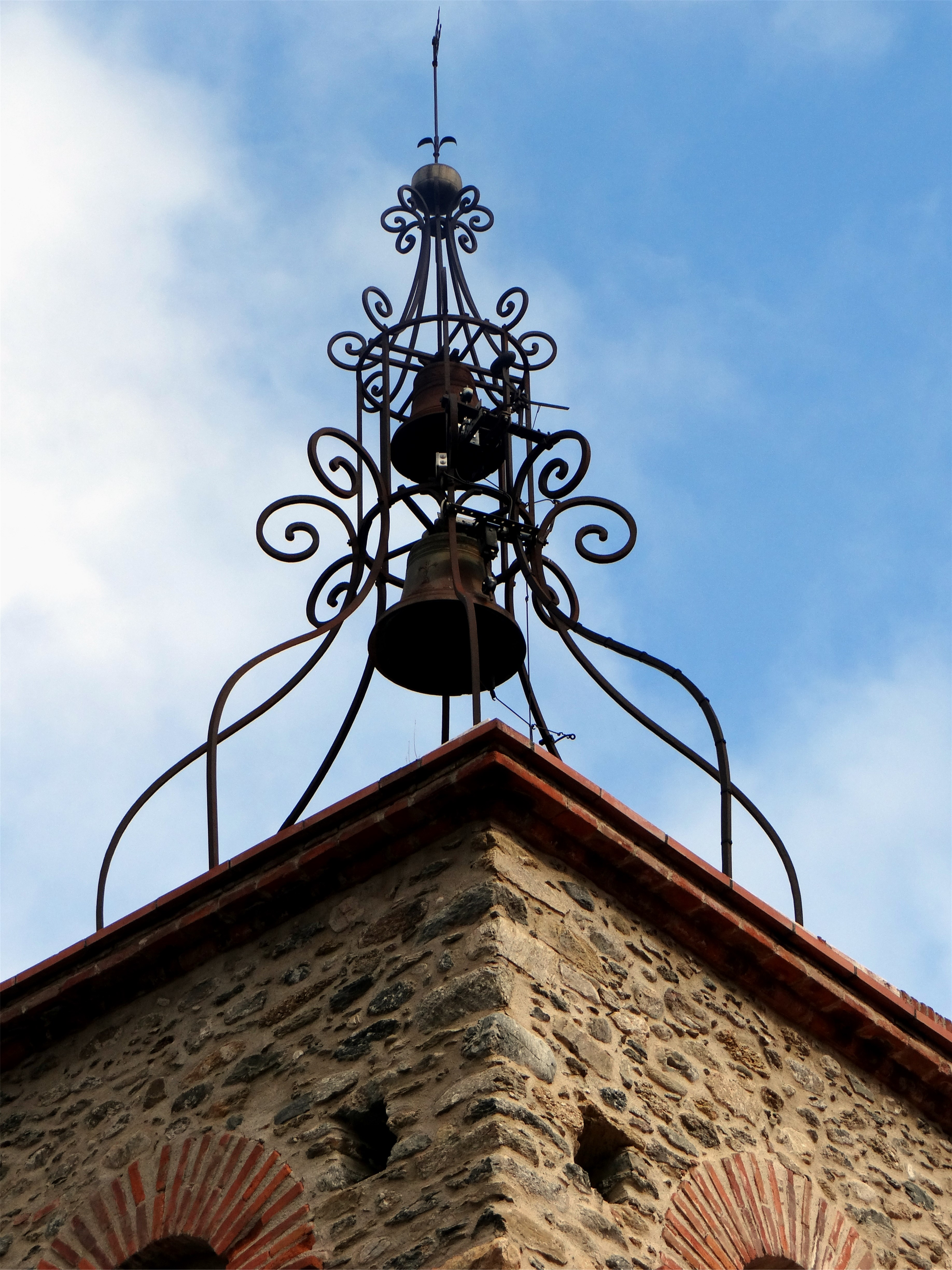
Artístic remat del campanar

El fragment d'església romànica conservada presenta una volta de canó sobrealçada, com tota aquesta part de la nau, possiblement al segle xiv, però es conserva la cornisa d'on arrencava la volta de canó original romànica. A darreries del segle xx, unes obres de reforma van permetre de retrobar la porta original romànica a la façana meridional, així com una finestra de doble esqueixada amb arc de mig punt.
Les reformes del segle xiv, a més de sobrealçar la nau, consistiren sobretot a afegir quatre capelles laterals, dues al nord i dues al sud, obertes a la nau mitjançant un arc de mig punt, i cobertes amb voltes igualment de mig punt. Dues d'elles són fetes amb bells carreus finament tallats, i les altres dues, tal vegada posteriors, amb aparell rústec. La dels segles XVIII-XIX consistiren sobretot a capgirar l'església, obrint un portal nou on hi havia hagut l'absis. Es construí també en aquest moment el campanar, a l'angle nord-oest de l'església, en el qual imatges antigues mostren que havia estat coronat amb merlets.